# Pérola d'Oeste
Pérola d'Oeste es un municipio brasileño del estado de Paraná. Su población estimada en 2004 era de 6.718 habitantes y en 2010 de 6.764.